# 马尔西伊 (摩泽尔省)
马尔西伊（法語：Marsilly，法語發音：[maʁsiji]；洛林语：Méch'ly）是法国摩泽尔省的一个市镇，属于梅斯区。

## 地理
马尔西伊（49°5'58"N, 6°17'48"E）面积3.22 平方千米，位于法国大東部大區摩泽尔省，该省份为法国东北部内陆省份，是洛林的一部分，西南接默尔特-摩泽尔省，东临下莱茵省，北与卢森堡和德国接壤。
与马尔西伊接壤的市镇（或旧市镇、城区）包括：阿尔斯-拉克内克西、宽西、拉克内克西、科利尼-迈兹里、奥日-蒙图瓦-弗朗维尔。

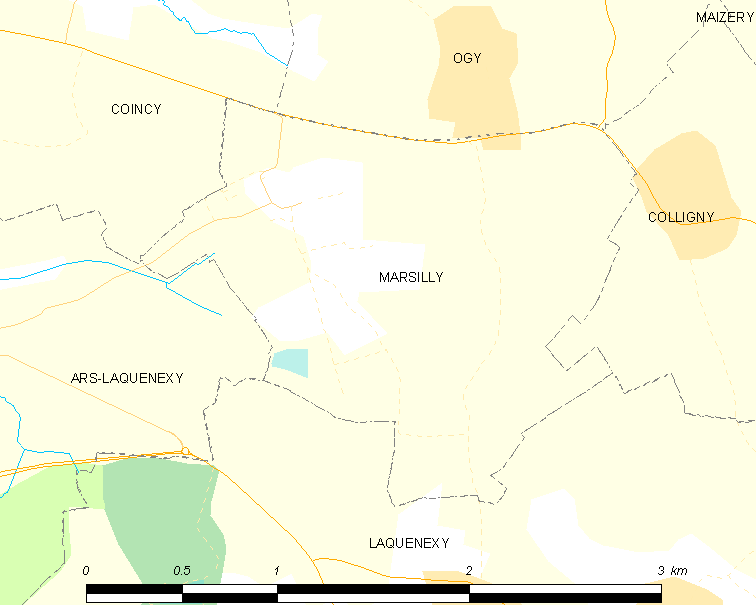
的OSM定位图

马尔西伊的时区为UTC+01:00、UTC+02:00（夏令时）。

## 行政
马尔西伊的邮政编码为57530，INSEE市镇编码为57449。

## 政治
马尔西伊所属的省级选区为梅斯地区县。

## 人口

1962-2008年间人口变化图示

马尔西伊于2022年1月1日时的人口数量为585人。